# Halowy mityng lekkoatletyczny Pedro’s Cup 2014
10. Halowy mityng lekkoatletyczny Pedro’s Cup – międzynarodowe zawody lekkoatletyczne, które odbyły się 31 stycznia 2014 w hali Łuczniczka w Bydgoszczy. Rozegranych zostało sześć konkurencji – skok w dal kobiet, skok o tyczce mężczyzn, skok wzwyż kobiet, pchnięcie kulą mężczyzn oraz rzut ciężarkiem kobiet i mężczyzn. Zawody znalazły się w kalendarzu European Athletics Indoor Premium Meetings.
Budżet zawodów przekroczył 2 miliony złotych. Rywalizacja w rzucie ciężarkiem miała rangę nieoficjalnych halowych mistrzostw Polski. Podczas zawodów Konrad Bukowiecki używając kuli o wadze 5 kilogramów poprawił własny nieoficjalny halowy rekord świata juniorów młodszych wynikiem 22,24. 

## Rezultaty
| Poz. | Zawodniczka           | Rezultat |
| ---- | --------------------- | -------- |
| 1.   | Ruth Beitia           | 1,97     |
| 2.   | Justyna Kasprzycka    | 1,94 PB  |
| 3.   | Kamila Lićwinko       | 1,94     |
| 4.   | Nadejda Dusanova      | 1,90     |
| 5.   | Urszula Gardzielewska | 1,85     |
| 6.   | Oksana Krasnokutska   | 1,85     |
| 6.   | Oksana Okuniewa       | 1,85     |
| 8.   | Agnieszka Borowska    | 1,80     |

| Poz. | Zawodnik                  | Rezultat      |
| ---- | ------------------------- | ------------- |
| 1.   | Renaud Lavillenie         | 6,08 NR WL PB |
| 2.   | Robert Sobera             | 5,75 PB       |
| 3.   | Piotr Lisek               | 5,68          |
| 4.   | Thiago da Silva           | 5,68 PB       |
| 5.   | Przemysław Czerwiński     | 5,60          |
| 6.   | Augusto Dutra de Oliveira | 5,50          |
| 7.   | Alhaji Jeng               | 5,50          |
| 8.   | Łukasz Michalski          | 5,50          |

| Poz. | Zawodnik          | Rezultat |
| ---- | ----------------- | -------- |
| 1.   | Ryan Whiting      | 21,37 WL |
| 2.   | Tomasz Majewski   | 20,36    |
| 3.   | Tomáš Staněk      | 20,12    |
| 4.   | Georgi Iwanow     | 19,73    |
| 5.   | Maksim Sidorow    | 19,29    |
| 6.   | Jakub Szyszkowski | 19,16    |
| 7.   | Rafał Kownatke    | 18,97    |
| 8.   | Pawieł Łyżyn      | 18,84    |

| Poz. | Zawodniczka       | Rezultat    |
| ---- | ----------------- | ----------- |
| 1.   | Paweł Fajdek      | 23,22 PB NR |
| 2.   | Wojciech Nowicki  | 22,72 PB    |
| 3.   | Szymon Ziółkowski | 21,10 PB    |
| 4.   | Norbert Rauhut    | 19,77 PB    |

| Poz. | Zawodnik         | Rezultat    |
| ---- | ---------------- | ----------- |
| 1.   | Anita Włodarczyk | 20,09 PB NR |
| 2.   | Joanna Fiodorow  | 19,21 PB    |
| 3.   | Magdalena Szewa  | 17,60 PB    |
| 4.   | Malwina Kopron   | 17,04 PB    |

| Poz. | Zawodnik                  | Rezultat |
| ---- | ------------------------- | -------- |
| 1.   | Teresa Dobija             | 6,68 PB  |
| 2.   | Wolha Sudarawa            | 6,50     |
| 3.   | Jekaterina Lewitskaja     | 6,37     |
| 4.   | Anna Jagaciak             | 6,33     |
| 5.   | Karolina Zawiła           | 6,14     |
| 6.   | Jéssica Carolina dos Reis | 6,10 PB  |
| 7.   | Jana Korešová             | 6,00     |
| 8.   | Karolina Kucharczyk       | 5,56     |